# Estrada de Ferro Carajás
| Zug mit Eisenerz auf der Strecke von Carajás zum Hafen Ponta da Madeira |                        |                                         |                                         |
| |                        |                                         |                                         |
| Streckennummer: | EF-315                 |                                         |                                         |
| Streckenlänge: | 892 km                 |                                         |                                         |
| Spurweite: | 1600 mm (Irische Spur) |                                         |                                         |
| |                        |                                         |                                         |
| \| \| \| Itaqui \| \| \| \| \| Abzweig der Strecke nach Fortaleza \| \| \| \| \| Santa Inês \| \| \| \| \| Açailândia \| \| \| \| \| Abzweig der Strecke nach Porto Nacional \| \| \| \| \| Marabá \| \| \| \| \| Parauapebas \| \| \| \| \| \| \| \| \| \| Carajás \| \| \| \| \| Serra Sul \| \| |                        |                                         |                                         |
| Kopfbahnhof Streckenanfang |                        | Itaqui                                  | Itaqui                                  |
| Abzweig geradeaus und nach links |                        | Abzweig der Strecke nach Fortaleza      | Abzweig der Strecke nach Fortaleza      |
| Bahnhof |                        | Santa Inês                              | Santa Inês                              |
| Bahnhof |                        | Açailândia                              | Açailândia                              |
| Abzweig geradeaus und nach links |                        | Abzweig der Strecke nach Porto Nacional | Abzweig der Strecke nach Porto Nacional |
| Bahnhof |                        | Marabá                                  | Marabá                                  |
| Bahnhof |                        | Parauapebas                             | Parauapebas                             |
| Strecke von links · Abzweig geradeaus und nach rechts |                        |                                         |                                         |
| Kopfbahnhof Streckenende · Strecke |                        | Carajás                                 | Carajás                                 |
| Kopfbahnhof Streckenende |                        | Serra Sul                               | Serra Sul                               |

Estrada de Ferro Carajás (in deutscher Sprache: Carajás-Eisenbahn) ist eine Eisenbahnstrecke in Brasilien.
Sie wird vom Minenkonzern Vale betrieben, besteht aus einer Strecke von 892 km mit der Spurweite 1600 mm und verbindet die brasilianischen Gemeinden São Luís, Santa Inês, Açailândia (im Bundesstaat Maranhão), Marabá und Parauapebas im Bundesstaat Pará miteinander. Die Strecke gehört zu den wenigen Eisenbahnverbindungen in Brasilien, die auch Fahrgäste transportieren (ca. 350 000 pro Jahr). Das wichtigste Transportgut auf dieser Strecke ist das Eisenerz aus Carajás, welches vom Konzern Vale abgebaut und über den Seehafen von Ponta da Madeira bei São Luís in alle Welt exportiert wird. Befördert werden jährlich etwa 50 Millionen Tonnen.

## Geschichte
Die Bahnstrecke wurde 1985 eingeweiht und verbindet die Serra dos Carajás im Südwesten mit dem Hafen Porto de Itaqui im brasilianischen Bundesstaat Maranhão. Der Personenverkehr wurde zwischen Parauapebas im Bundesstaat Pará und  São Luís, der Hauptstadt des Bundesstaates Maranhão eingerichtet. Es handelt sich hierbei um eine ökonomische Alternative zum Straßenverkehr auf den schlecht ausgebauten Straßen in diesem Bundesstaat. Deshalb gibt es auch Überlegungen, die heute noch eingleisig geführte Strecke auf zwei Gleise auszubauen. Es kommt immer wieder zu größeren Verspätungen bei der Ankunft in beide Richtungen, weil die Züge an bestimmten Kreuzungspunkten aufeinander warten müssen. Die Eisenbahnstrecke von Carajás wurde auch dafür bekannt, dass auf ihr die längsten Züge der Welt verkehren, die bis zu 330 Waggons zählen und von drei bis vier Lokomotiven gezogen werden müssen.